# Rally de Chile de 2024
El Rally de Chile de 2024, oficialmente 3. Rally Chile BIOBÍO, fue la tercera edición y la undécima ronda de la temporada 2024 del Campeonato Mundial de Rally. Se disputó del 26 al 29 de septiembre y contó con un itinerario de dieciséis tramos sobre tierra que sumaron un total de 307,48 km cronometrados. Fue también la undécima ronda de los campeonatos WRC-2 y WRC-3.
Kalle Rovanperä se aseguró la victoria en el Rally de Chile el domingo, dominando la densa niebla y las condiciones traicioneras para conseguir su cuarta victoria de la temporada 2024 del Campeonato Mundial de Rally. El finlandés superó a su compañero de equipo, Elfyn Evans, por 23,4 segundos, conquistando carreteras cada vez más difíciles y húmedas a través de la región del Biobío. Rovanperä comenzó la undécima prueba de la temporada con cautela, admitiendo que la tierra chilena no se adaptaba a su estilo de pilotaje. Sin embargo, a medida que avanzaba el rally, fue encontrando su ritmo. El punto de inflexión llegó el sábado por la tarde, cuando superó a Evans con una visibilidad casi nula, sorteando la espesa niebla en los tramos de montaña para hacerse con un liderato de 15,1 segundos de cara a la última jornada. El bicampeón del WRC se mantuvo imperturbable en condiciones igualmente difíciles del domingo, superando a Evans en todos los tramos menos uno de los cuatro para asegurarse la 15ª victoria de su carrera en el WRC. Ott Tänak, completó el podio, el piloto estonio no pudo igualar el ritmo de los Toyota pero gracias a su regularidad y los problemas de sus rivales terminó en la tercera posición.
En el WRC-2, el ganador fue el francés Yohan Rossel quien consiguió su segunda victoria de la temporada y mantuvo sus posibilidades de ganar el campeonato, se impuso a su compañero de equipo Nikolay Gryazin por solo 17,3 segundos. Rossel consiguió una ventaja el sábado por la noche cuando los comisarios de la prueba le concedieron un tiempo corregido para el tramo 11, en el que quedó retenido tras el líder del campeonato y de la prueba, Oliver Solberg, y comenzó el tramo final del domingo con un liderato de 21,6 segundos. Sin embargo, la ventaja de Rossel se fue reduciendo a medida que Gryazin se acercaba en los cuatro tramos de hoy. Una penalización de 10 segundos por un despiste en el inicio no hizo más que aumentar la tensión, pero Rossel consiguió mantener la compostura a través de la espesa niebla y las traicioneras carreteras embarradas para hacerse con la victoria. Su victoria no sólo aseguró el título de Equipos WRC2 para DG Sport Compétition, sino que también mantuvo vivas sus propias esperanzas en el campeonato de pilotos. El compañero de equipo de Solberg, Gus Greensmith, completó el podio, por detrás de Gryazin por 3,4 segundos tras un medio trompo en el Power Stage, mientras que Solberg, que había liderado el rally antes de sufrir un costoso pinchazo el sábado, sólo pudo ser cuarto.
En el WRC-3, el ganador fue el paraguayo Diego Domínguez Jr quien logró su cuarta victoria de la temporada y con ella se aseguro el título de la categoría, convirtiéndose en el primer paraguayo campeón del mundo de rally. La segunda posición fue para otro sudamericano, el peruano Eduardo Castro no pudo igualar el ritmo y la consistencia de Domínguez y se tuvo que conformar con la segunda posición. El último escalón del podio fue para el francés Ghjuvanni Rossi que tuvo problemas de motor el viernes, reenganchándose el sábado sin posibilidad de inquietar a los dos primeros.

## Lista de inscritos
| Num.                       | Piloto                   | Copiloto                   | Equipo                   | Automóvil                | Neu.                     |
| World Rally Championship   | World Rally Championship | World Rally Championship   | World Rally Championship | World Rally Championship | World Rally Championship |
| -------------------------- | ------------------------ | -------------------------- | ------------------------ | ------------------------ | ------------------------ |
| 4                          | Esapekka Lappi           | Janne Ferm                 | Hyundai Shell Mobis WRT  | Hyundai i20 N Rally1     | P                        |
| 5                          | Sami Pajari              | Enni Mälkönen              | Toyota Gazoo Racing WRT  | Toyota GR Yaris Rally1   | P                        |
| 8                          | Ott Tänak                | Martin Järveoja            | Hyundai Shell Mobis WRT  | Hyundai i20 N Rally1     | P                        |
| 11                         | Thierry Neuville         | Martijn Wydaeghe           | Hyundai Shell Mobis WRT  | Hyundai i20 N Rally1     | P                        |
| 13                         | Grégoire Munster         | Louis Louka                | M-Sport Ford WRT         | Ford Puma Rally1         | P                        |
| 16                         | Adrien Fourmaux          | Alexandre Coria            | M-Sport Ford WRT         | Ford Puma Rally1         | P                        |
| 17                         | Sébastien Ogier          | Vincent Landais            | Toyota Gazoo Racing WRT  | Toyota GR Yaris Rally1   | P                        |
| 18                         | Takamoto Katsuta         | Aaron Johnston             | Toyota Gazoo Racing WRT  | Toyota GR Yaris Rally1   | P                        |
| 22                         | Mārtiņš Sesks            | Renārs Francis             | M-Sport Ford WRT         | Ford Puma Rally1         | P                        |
| 33                         | Elfyn Evans              | Scott Martin               | Toyota Gazoo Racing WRT  | Toyota GR Yaris Rally1   | P                        |
| 69                         | Kalle Rovanperä          | Jonne Halttunen            | Toyota Gazoo Racing WRT  | Toyota GR Yaris Rally1   | P                        |
| World Rally Championship 2 |                          |                            |                          |                          |                          |
| 20                         | Oliver Solberg           | Elliott Edmondson          | Toksport WRT             | Škoda Fabia RS Rally2    | P                        |
| 21                         | Yohan Rossel             | Florian Barral             | DG Sport Compétition     | Citroën C3 Rally2        | P                        |
| 23                         | Nikolay Gryazin          | Konstantin Aleksandrov     | DG Sport Compétition     | Citroën C3 Rally2        | P                        |
| 24                         | Jan Solans               | Rodrigo Sanjuan de Eusebio | Jan Solans               | Toyota GR Yaris Rally2   | P                        |
| 25                         | Gus Greensmith           | Jonas Andersson            | Toksport WRT             | Škoda Fabia RS Rally2    | P                        |
| 26                         | Kajetan Kajetanowicz     | Maciej Szczepaniak         | Kajetan Kajetanowicz     | Škoda Fabia RS Rally2    | P                        |
| 27                         | Fabrizio Zaldivar        | Marcelo Der Ohannesian     | Fabrizio Zaldivar        | Škoda Fabia RS Rally2    | P                        |
| 28                         | Pierre-Louis Loubet      | Loris Pascaud              | Toksport WRT             | Škoda Fabia RS Rally2    | P                        |
| 29                         | Jorge Martínez Fontena   | Alberto Alvarez Nicholson  | Jorge Martínez Fontena   | Škoda Fabia RS Rally2    | P                        |
| 30                         | Alberto Heller           | Luis Ernesto Allende       | Alberto Heller           | Citroën C3 Rally2        | P                        |
| 31                         | Martin Scuncio           | Javiera Roman              | Martin Scuncio           | Škoda Fabia Rally2 evo   | P                        |
| 32                         | Pedro Heller             | Pablo Olmos                | Pedro Heller             | Citroën C3 Rally2        | P                        |
| 34                         | Emilio Rosselot          | Tomas Cañete               | Emilio Rosselot          | Citroën C3 Rally2        | P                        |
| 35                         | Gerardo Rosselot         | Marcelo Brizio             | Gerardo Rosselot         | Citroën C3 Rally2        | P                        |
| 36                         | Tadeo Rosselot           | Sebastián Olguín           | Tadeo Rosselot           | Citroën C3 Rally2        | P                        |
| 37                         | Eduardo Kovacs           | Fernando Mussano           | Eduardo Kovacs           | Škoda Fabia Rally2 evo   | P                        |
| World Rally Championship 3 |                          |                            |                          |                          |                          |
| 38                         | Diego Dominguez Jr       | Rogelio Peñate             | Diego Dominguez Jr       | Ford Fiesta Rally3       | P                        |
| 39                         | Ghjuvanni Rossi          | Kylian Sarmezan            | Ghjuvanni Rossi          | Renault Clio Rally3      | P                        |
| 40                         | Eduardo Castro           | Diego Vallejo              | Eduardo Castro           | Ford Fiesta Rally3       | P                        |
| Fuente: ewrc-results.com   |                          |                            |                          |                          |                          |

## Itinerario
| Día                      | Tramo | Nombre                  | Distancia | Ganador          | Automóvil              | Tiempo  | Líder de la general |
| ------------------------ | ----- | ----------------------- | --------- | ---------------- | ---------------------- | ------- | ------------------- |
| Día 1 (26 de septiembre) | -     | Conuco (Shakedown)      | 6.79 km   | Esapekka Lappi   | Hyundai i20 N Rally1   | 3:18.2  | -                   |
| Día 2 (27 de septiembre) | SS1   | Pulperia 1              | 19.72 km  | Sébastien Ogier  | Toyota GR Yaris Rally1 | 9:59.1  | Sébastien Ogier     |
| Día 2 (27 de septiembre) | SS2   | Rere 1                  | 13.34 km  | Elfyn Evans      | Toyota GR Yaris Rally1 | 6:44.4  | Sébastien Ogier     |
| Día 2 (27 de septiembre) | SS3   | San Rosendo 1           | 23.32 km  | Kalle Rovanperä  | Toyota GR Yaris Rally1 | 12:20.5 | Elfyn Evans         |
| Día 2 (27 de septiembre) | SS4   | Pulperia 2              | 19.72 km  | Sébastien Ogier  | Toyota GR Yaris Rally1 | 9:52.3  | Elfyn Evans         |
| Día 2 (27 de septiembre) | SS5   | Rere 2                  | 13.34 km  | Sébastien Ogier  | Toyota GR Yaris Rally1 | 6:35.9  | Elfyn Evans         |
| Día 2 (27 de septiembre) | SS6   | San Rosendo 2           | 23.32 km  | Adrien Fourmaux  | Ford Puma Rally1       | 12:05.4 | Elfyn Evans         |
| Día 3 (28 de septiembre) | SS7   | Pelun 1                 | 15.65 km  | Elfyn Evans      | Toyota GR Yaris Rally1 | 10:35.0 | Elfyn Evans         |
| Día 3 (28 de septiembre) | SS8   | Lota 1                  | 25.64 km  | Kalle Rovanperä  | Toyota GR Yaris Rally1 | 15:23.8 | Elfyn Evans         |
| Día 3 (28 de septiembre) | SS9   | Maria Las Cruces 1      | 28.31 km  | Elfyn Evans      | Toyota GR Yaris Rally1 | 17:04.3 | Elfyn Evans         |
| Día 3 (28 de septiembre) | SS10  | Pelun 2                 | 15.65 km  | Elfyn Evans      | Toyota GR Yaris Rally1 | 10:23.8 | Elfyn Evans         |
| Día 3 (28 de septiembre) | SS11  | Lota 2                  | 25.64 km  | Thierry Neuville | Hyundai i20 N Rally1   | 15:57.1 | Kalle Rovanperä     |
| Día 3 (28 de septiembre) | SS12  | Maria Las Cruces 2      | 28.31 km  | Adrien Fourmaux  | Ford Puma Rally1       | 17:17.3 | Kalle Rovanperä     |
| Día 4 (29 de septiembre) | SS13  | Laraquete 1             | 18.62 km  | Sébastien Ogier  | Toyota GR Yaris Rally1 | 12:12.8 | Kalle Rovanperä     |
| Día 4 (29 de septiembre) | SS14  | Bio Bio 1               | 8.78 km   | Sébastien Ogier  | Toyota GR Yaris Rally1 | 4:46.7  | Kalle Rovanperä     |
| Día 4 (29 de septiembre) | SS15  | Laraquete 2             | 18.62 km  | Sébastien Ogier  | Toyota GR Yaris Rally1 | 12:08.6 | Kalle Rovanperä     |
| Día 4 (29 de septiembre) | SS16  | Bio Bio 2 (Power Stage) | 8.78 km   | Sébastien Ogier  | Toyota GR Yaris Rally1 | 4:29.2  | Kalle Rovanperä     |
| Fuente: ewrc-results.com |       |                         |           |                  |                        |         |                     |

### Power stage
El power stage fue un tramo de 8.78 km al final del rally. Se otorgaron puntos adicionales del Campeonato Mundial a los cinco más rápidos.
| Pos. | Piloto           | Copiloto         | Coche                  | Equipo                  | Tiempo | Puntos |
| ---- | ---------------- | ---------------- | ---------------------- | ----------------------- | ------ | ------ |
| 1    | Sébastien Ogier  | Vincent Landais  | Toyota GR Yaris Rally1 | Toyota Gazoo Racing WRT | 4:29.2 | 5      |
| 2    | Kalle Rovanperä  | Jonne Halttunen  | Toyota GR Yaris Rally1 | Toyota Gazoo Racing WRT | +0.1   | 4      |
| 3    | Ott Tänak        | Martin Järveoja  | Hyundai i20 N Rally1   | Hyundai Shell Mobis WRT | +2.6   | 3      |
| 4    | Thierry Neuville | Martijn Wydaeghe | Hyundai i20 N Rally1   | Hyundai Shell Mobis WRT | +3.8   | 2      |
| 5    | Elfyn Evans      | Scott Martin     | Toyota GR Yaris Rally1 | Toyota Gazoo Racing WRT | +4.0   | 1      |

## Clasificación final
| World Rally Championship   | World Rally Championship | World Rally Championship   | World Rally Championship | World Rally Championship | World Rally Championship | World Rally Championship | World Rally Championship |
| Pos.                       | Piloto                   | Copiloto                   | Automóvil                | Equipo                   | Neumático                | Tiempo                   | Puntos                   |
| -------------------------- | ------------------------ | -------------------------- | ------------------------ | ------------------------ | ------------------------ | ------------------------ | ------------------------ |
| 1                          | Kalle Rovanperä          | Jonne Halttunen            | Toyota GR Yaris Rally1   | Toyota Gazoo Racing WRT  | P                        | 2:58:59.8                | 24                       |
| 2                          | Elfyn Evans              | Scott Martin               | Toyota GR Yaris Rally1   | Toyota Gazoo Racing WRT  | P                        | +23.4                    | 20                       |
| 3                          | Ott Tänak                | Martin Järveoja            | Hyundai i20 N Rally1     | Hyundai Shell Mobis WRT  | P                        | +43.9                    | 17                       |
| 4                          | Thierry Neuville         | Martijn Wydaeghe           | Hyundai i20 N Rally1     | Hyundai Shell Mobis WRT  | P                        | +1:01.1                  | 13                       |
| 5                          | Adrien Fourmaux          | Alexandre Coria            | Ford Puma Rally1         | M-Sport Ford WRT         | P                        | +2:02.7                  | 10                       |
| 6                          | Sami Pajari              | Enni Mälkönen              | Toyota GR Yaris Rally1   | Toyota Gazoo Racing WRT  | P                        | +2:39.7                  | 7                        |
| 7                          | Grégoire Munster         | Louis Louka                | Ford Puma Rally1         | M-Sport Ford WRT         | P                        | +2:47.7                  | 4                        |
| 8                          | Yohan Rossel             | Florian Barral             | Citroën C3 Rally2        | DG Sport Compétition     | P                        | +8:31.4                  | 3                        |
| 9                          | Nikolay Gryazin          | Konstantin Aleksandrov     | Citroën C3 Rally2        | DG Sport Compétition     | P                        | +8:48.7                  | 2                        |
| 10                         | Gus Greensmith           | Jonas Andersson            | Škoda Fabia RS Rally2    | Toksport WRT             | P                        | +8:52.1                  | 1                        |
| World Rally Championship 2 |                          |                            |                          |                          |                          |                          |                          |
| 1 (8.)                     | Yohan Rossel             | Florian Barral             | Citroën C3 Rally2        | DG Sport Compétition     | P                        | 3:07:31.2                | 25                       |
| 2 (9.)                     | Nikolay Gryazin          | Konstantin Aleksandrov     | Citroën C3 Rally2        | DG Sport Compétition     | P                        | +17.3                    | 18                       |
| 3 (10.)                    | Gus Greensmith           | Jonas Andersson            | Škoda Fabia RS Rally2    | Toksport WRT             | P                        | +20.7                    | 15                       |
| 4 (11.)                    | Oliver Solberg           | Elliott Edmondson          | Škoda Fabia RS Rally2    | Toksport WRT             | P                        | +26.1                    | 12                       |
| 5 (12.)                    | Kajetan Kajetanowicz     | Maciej Szczepaniak         | Škoda Fabia RS Rally2    | Kajetan Kajetanowicz     | P                        | +3:26.6                  | 10                       |
| 6 (13.)                    | Fabrizio Zaldivar        | Marcelo Der Ohannesian     | Škoda Fabia RS Rally2    | Fabrizio Zaldivar        | P                        | +5:03.2                  | 8                        |
| 7 (14.)                    | Jorge Martínez Fontena   | Alberto Alvarez Nicholson  | Škoda Fabia RS Rally2    | Jorge Martínez Fontena   | P                        | +5:57.3                  | 6                        |
| 8 (15.)                    | Alberto Heller           | Luis Ernesto Allende       | Citroën C3 Rally2        | Alberto Heller           | P                        | +7:12.3                  | 4                        |
| 9 (16.)                    | Jan Solans               | Rodrigo Sanjuan de Eusebio | Toyota GR Yaris Rally2   | Jan Solans               | P                        | +10:23.4                 | 2                        |
| 10 (17.)                   | Pedro Heller             | Pablo Olmos                | Citroën C3 Rally2        | Pedro Heller             | P                        | +10:30.5                 | 1                        |
| World Rally Championship 3 |                          |                            |                          |                          |                          |                          |                          |
| 1 (19.)                    | Diego Dominguez Jr       | Rogelio Peñate             | Ford Fiesta Rally3       | Diego Dominguez Jr       | P                        | 3:26:06.6                | 25                       |
| 2 (20.)                    | Eduardo Castro           | Diego Vallejo              | Ford Fiesta Rally3       | Eduardo Castro           | P                        | +4:12.2                  | 18                       |
| 3 (31.)                    | Ghjuvanni Rossi          | Kylian Sarmezan            | Renault Clio Rally3      | Ghjuvanni Rossi          | P                        | +40:04.3                 | 15                       |
| Fuente: ewrc-results.com   |                          |                            |                          |                          |                          |                          |                          |